# (473106) 2015 HQ172
(473106) 2015 HQ172 es un asteroide perteneciente al cinturón de asteroides, descubierto el 15 de mayo de 2004 por el equipo del Siding Spring Survey desde el Observatorio de Siding Spring, Nueva Gales del Sur, Australia.

## Designación y nombre
Designado provisionalmente como 2015 HQ17.

## Características orbitales
2015 HQ172 está situado a una distancia media del Sol de 3,153 ua, pudiendo alejarse hasta 3,982 ua y acercarse hasta 2,324 ua. Su excentricidad es 0,262 y la inclinación orbital 5,550 grados. Emplea 2045 días en completar una órbita alrededor del Sol.

## Características físicas
La magnitud absoluta de 2015 HQ172 es 16,1. Tiene 2,567 km de diámetro y su albedo se estima en 0,051.